# Marywil (Mazovie)
Pour les articles homonymes, voir Marywil.
Marywil [maˈrɨvil] est un village polonais, dans le Powiat de Szydłowiec et dans la voïvodie de Mazovie dans le centre-est de la Pologne.
Sa population compte 21 habitants en 2006.